# جان مور
جان مور (انگلیسی: John Moore؛ ۱۳ نوامبر ۱۷۶۱ – ۱۶ ژانویهٔ ۱۸۰۹) فرد نظامی اهل پادشاهی بریتانیای کبیر بود. وی همچنین برندهٔ جوایزی همچون نشان حمام شده‌است.